# О Сеён
О Сеён (англ. Oh Sae-young, кор. 吳世榮; род. 2 мая 1942 года, г. Йонгван, провинция Чолла-Намдо) — южнокорейский поэт и публицист.

## Краткая биография
В 1965 году окончил Колледж свободных искусств и науки Сеульского национального университета и начал работать учителем корейского языка в школе для девочек в городе Чончжу. В 1967 году перешёл на работу в школу в Сеуле. В 1968—1971 гг. учился в магистратуре Сеульского университета на отделении корейской литературы. По завершении магистратуры остался работать в том же университете на гуманитарном факультете в должности ассистента преподавателя, через год стал преподавателем-почасовиком в университетах Инха и Тангук. В 1974 году начал работать преподавателем на гуманитарном факультете университета Чоннам. В 1980 году закончил докторантуру Сеульского национального университета, защитив диссертацию «Исследование корейской романтической поэзии» и получив звание доктора философии.
Один из основателей «Общества свободных литераторов» (1974), члены которого выступали против военной администрации Чон Духвана. В мае 1980 года он в числе шести профессоров университета Чоннам подписал петицию с требованием демократизации, против правления военной диктатуры. После судебного разбирательства два профессора были уволены, а четверо других, включая О Сеёна, получили предупреждение. В 1981 году он, как и многие другие профессора, ушёл из университета. В 1982 году в Тайбэе вместе с поэтами из Кореи, Тайваня и Японии основал «Общество азиатских поэтов». С 1994 года — профессор Сеульского национального университета.
В 1991 году О Сеён принял участие в литературном фестивале в Македонии, в семинаре во Франции, а также проездом был в России, где видел путч и танки из окна гостиницы «Украина». В последующие годы читал курс лекций по корейской литературе в университете Нью-Йорка, Университете Беркли (1995) и Чешском университете в Праге. В 2006 году участвовал в поэтических чтениях в Музее изобразительных искусств Беркли. В 2011 стал членом Национальной академии искусств. В 2015 году О Сеён приезжал в Россию для участия во встрече с корейскими поэтами и писателями, которая проводилась совместно ИСАА МГУ и Корейским Институтом переводов. В 2017 году был гостем Международной книжной ярмарки в Москве, где был презентован его сборник стихов в переводе на русский язык.

Южнокорейский поэт О Сеён даёт автографы любителям поэзии на Московской международной книжной ярмарке 9 сентября 2017 года

## Творчество
Автор 19 поэтических сборников, 9 собраний буддийских стихов, нескольких сборников эссе и ряда теоретических работ по вопросам поэтического творчества. Его стихи о вечном, понятные каждому и никого не оставляющие равнодушным: о быстротечности жизни, подведении итогов в конце жизненного пути, о горести разлуки, о воспоминаниях, любви, душевной близости. И всё это в неотрывной связи с вечной природы, созерцающей мир вокруг, участвующей в человеческой жизни и отражающей её. Нередко О Сеён использует традиционные образы, переплетая их с собственными оригинальными аллюзиями и сравнениями.
Поэт является лауреатом многих престижных литературных премий, а его стихотворение «Музыка» вошло в школьную программу по корейской литературе. Его стихи переведены на многие языки мира, в том числе на русский. Сборник «Шахматная доска звёздного неба», изданный на английском языке, занял в 2016 году 12 место в списке бестселлеров по версии литературного журнала «Чикаго Ревью».

## Награды
- Korean Poets’ Association Prize (1983)
- Nokwon Literary Award for Literary Criticism (1984)
- Sowul Poetry Award (1986)
- Chong Chi-Yong Literature Prize (1992)
- Pyun-Woon Literary Prize for Literary Criticsm (1992)
- Manhae Literature Prize (2000)
- Mogwol Literature Prize (2012)

## Основные произведения
- 1968 — сборник стихов «Сопротивляющийся свет»
- 1982 — сборник стихов «Вечером самого тёмного дня»
- 1985 — сборник буддийских стихов «Противоречивая земля»
- 1986 — сборник стихов «Безымянные любовные стихи»
- 1988 — сборник стихов «Вода, охваченная огнём»
- 1989 — сборник эссе «Человек, уставший от любви, человек, уставший от ненависти»
- 1990 — сборник стихов «Отдалённая сторона любви»
- 1991 — сборник буддийских стихов «Темнота есть даже в божественном небе»
- 1992 — сборник стихов «Цветы живут, восхищаясь звёздами»
- 1994 — сборники стихов «Глупый Гегель» и «Тень от неба, отражающегося в слезах»
- 1997 — сборник буддийских стихов «Из-за того, что тебя нет», поэтический сборник «Американские стихи»
- 1999 — сборник стихов «Мечта пропасти»
- 2000 — сборник эссе «Марка из лепестка»
- 2001 — сборник стихов «Свет нирваны»
- 2003 — сборник стихов «Весна подобная войне»
- 2005 — сборники стихов «Лодка времени» и «В тени цветущих девушек»
- 2006 — сборник стихов «Небо, открой дверь», а также сборник традиционной поэзии сичжо «Не одинакова ли наша жизнь?»
- 2009 — сборник стихов «Тень ветра»
- 2011 — сборник стихов «Шахматная доска ночного неба» и собрание буддийских стихов «Молния на зелёной юбке»

## В русском переводе
- О Сеён. Тысячелетний сон. Перевод с корейского Чон Ин Сун и Анастасии Погадаевой. М.: АСТ, 2017, 160 c. ISBN 978-5-17-102150-4